# 1904–1905-ös Challenge Kupa
Az 1904–1905-ös Challenge Kupa volt a sorozat nyolcadik kiírása. Az előző évi visszalépés utána a cseh csapatok ezúttal sem vettek részt. A kupadöntőt a Wiener SV nyerte a MAC ellen.

## Mérkőzések

### Ausztria
A mérkőzésekről rendelkezésre álló adatok hiányosak.

#### Tisztázatlan státuszú mérkőzés
| 1904. november 6. |

| Wiener AC | 4–3 | First Vienna FC |
| --------- | --- | --------------- |
|           |     |                 |

| Hohe Warte, Bécs Nézőszám: 5000 |

#### Mérkőzések a kieséses szakaszból
|  |

| Wiener SV | 5–3 | Graphia |
| --------- | --- | ------- |
|           |     |         |

| Bécs |

|  |

| Wiener SV | 11–1 | Viktoria |
| --------- | ---- | -------- |
|           |      |          |

| Bécs |

#### Döntő
| 1905. április 23. |

| Wiener SV | 3–2 | Vienna Cricket FC |
| --------- | --- | ----------------- |
|           |     |                   |

| Bécs |

### Magyarország
|  |

| MAC | végeredmény ismeretlen | MUE |
| --- | ---------------------- | --- |
|     |                        |     |

| Budapest |

### Nemzetközi döntő
| 1905. április 24. |

| Wiener SV | 2–1 | MAC |
| --------- | --- | --- |
|           |     |     |

| Hohe Warte, Bécs |